# 黃茅海跨海通道
黃茅海跨海通道（英語：Huangmaohai Sea-crossing Channel；又稱港珠澳大橋西延線）是横跨黄茅海、连接中国广东省珠海市和江门市的公路通道，由跨海大桥和地底隧道组成，承载珠台高速公路。通道東連鹤港高速和高栏港高速，西連江門市台山廣海灣與新台高速對接。2019年列入《广东省贯彻落实粤港澳大湾区发展规划纲要的实施意见三年行动计划（2018-2020）》。項目於2020年6月6日正式動工建造，於2024年12月11日15時正式通車。
黃茅海通道全長30.32公里，其中跨海段表11.9公里，設雙向六車道，以高速公路標準建造，設計行車速度100公里每小時。

## 簡介
黃茅海通道起於珠海市金湾区平沙鎮（珠海高栏港经济区實際管轄）的 高栏港高速，終於大廣海灣經濟區（江門市台山市赤溪鎮中和立交），與 西部沿海高速和 新台高速對接。是廣東省一項重大跨海工程，項目主要由2座主橋（黃茅海大橋和高欄港大橋） ，2座隧道（象山隧道、狮山隧道），4座立交，1處服務区等所組成。2025年，中国公路学会授與隧道与地下空间工程创新奖二等奖，国际桥梁大会授與乔治·理查德森奖。

## 歷史
2019年7月，首次環評公告。
2020年2月，黃茅海通道獲廣東省發改委批覆。同年6月6日，黃茅海通道正式開工。
2021年6月29日，黃茅海通道項目迎來進展，水下164根樁全部完成，轉至水上施工階段。同年12月，黃茅海通道主體工程164根樁全部完成。
2022年8月8日，黃茅海通道位于江门台山的獅山隧道左右線貫通。同年10月13日，黃茅海通道首個TY型橋墩完工。
2023年2月22日，首片梁成功架设。同年3月，黃茅海通道東主塔已經封頂、西主塔和黃茅海大橋三座主塔也臨近封頂，黃茅海通道雛形初現。4月18日，五座主塔全部封顶。
2024年3月20日，黃茅海跨海通道高欄港大橋順利合龍。
2024年6月14日，黃茅海跨海通道黃茅海大橋顺利合龍。19日12时，黃茅海跨海通道全线貫通，全线进入路面铺设工程。
2024年10月，全線完成瀝青鋪裝。
2024年11月14日，黃茅海跨海通道展开开通前的载荷试验。由54辆汽车分別载重达1890吨分4批次展开试验。25日，通過工程验收。27日，首次收费标准听证会公告。
2024年12月11日15時，黃茅海跨海通道正式通車，開通初期暫免道路通行費用。直至2025年2月28日开始收费，每标准车次收费为33元。

## 组成部分

### 黃茅海大橋
黃茅海大橋（英語：Huangmaohai Bridge）位於廣東省粵港澳大灣區西岸，全長2200米，採用三塔公路斜拉橋設計，分別有東塔、中塔、西塔。單孔跨徑720米，中塔高約263.78米。黃茅海大橋在中國高速公路橋梁史上首次用到整幅式TY型橋墩來建設。2024年12月11日15時正式行車。

### 高欄港大橋
高欄港大橋（英語：Gaolangang bridge）全長約1416米，採用獨柱塔雙索面系斜拉橋設計，主跨700米，塔高254.7米，通航高度64米，設計上可滿足5萬噸級船舶通行，且具備防颱風功能。2024年10月4日，完成路面工程。2024年12月11日15時正式启用。

## 互通枢纽及服务设施列表
| 地区                                                                                         | 里程 | 类型                              | 名称         | 连接                            | 说明                         |
| -------------------------------------------------------------------------------------------- | ---- | --------------------------------- | ------------ | ------------------------------- | ---------------------------- |
| 珠海市 金湾区                                                                                |      | 枢纽                              | 高栏港       | 珠台高速公路 珠海高栏港高速公路 | 跨海桥梁段起点               |
| 珠海市 金湾区                                                                                |      | 桥梁                              | 高栏港大桥   | 高栏港大桥                      |                              |
| 珠海市 江门市 交界                                                                           |      | 桥梁                              | 黄茅海大桥   | 黄茅海大桥                      |                              |
| 江门市 台山市                                                                                |      | 出入口                            | 赤溪东       | 386省道                         | 跨海桥梁段终点               |
| 江门市 台山市                                                                                |      | 停车场 · 加油设施 · 修车站 · 餐厅 | 黄茅海服务区 | 黄茅海服务区                    |                              |
| 江门市 台山市                                                                                |      | 隧道                              | 狮山隧道     | 狮山隧道                        |                              |
| 江门市 台山市                                                                                |      | 出入口                            | 赤溪西       | 347乡道                         | 当前仅珠海方向入，台山方向出 |
| 江门市 台山市                                                                                |      | 隧道                              | 象山隧道     | 象山隧道                        |                              |
| 江门市 台山市                                                                                |      | 枢纽                              | 中和         | 新台高速公路 西部沿海高速公路   |                              |
| 1.000 英里 = 1.609 千米；1.000 千米 = 0.621 英里 并行路段 • 已关闭／取消 • 限制进入 • 未开放 |      |                                   |              |                                 |                              |